# ピンク色の研究
『ピンク色の研究』（ピンクいろのけんきゅう、英: A Study in Pink）は、BBCが2010年に制作したドラマ『SHERLOCK』のシーズン1・エピソード1である。当初パイロット版として60分尺のものが作られ、その後正式なシリーズ化に当たり、90分尺のテレビ映画として改めて撮影された。
原案は『緋色の研究』"A Study in Scarlet"（1887年）である。

## あらすじ
アフガニスタン紛争に軍医として従軍したジョン・ワトスンは、負傷して帰国し、PTSDに悩まされている。カウンセラーにはブログに日々の出来事を綴ることが助けになると言われるが、全く書き進めることができない。
一方、ロンドンでは謎の連続「自殺」事件が起こっていた。全くバックグラウンドの違う3人が、次々に服毒自殺を行った。スコットランド・ヤードではレストレード警部とドノヴァン巡査部長が記者会見を行い、「自殺」として捜査を行っていることを発表するが、警官・記者全員に、シャーロックから"Wrong!"（訳:違う！）とのメールが届けられる。
ジョンがこれからどうするか考えあぐねていると、かつてバーツで同僚だったスタンフォードに出会う。スタンフォードからルームシェアの相手を探している人物がいると知らされ、ジョンは彼とバーツの実験室へ向かう。実験室にいたシャーロックに携帯を貸してほしいと頼まれてジョンが応じると、シャーロックはジョンの軍歴やPTSD、家族構成、更にルームシェアの件まで全て当ててしまう。
午後になってシャーロックとジョンがベーカー街221Bの下見に来た所へ、4件目の連続「自殺」事件が起きたとレストレードがやってくる。シャーロックは始め1人で現場に行こうとするが、考え直してジョンを連れて行く。現場に向かうタクシーの中で、シャーロックは自分が世界初の「コンサルタント探偵」であると打ち明ける。
ローリストン・ガーデンの遺体はジェニファー・ウィルソンという女性で、全身ピンク色の洋服を着ていた。シャーロックはスーツケースがあったことを推理するが、現場には残されていない。彼はスーツケースを探すため、ジョンを置いて先に帰ってしまう。
ジョンは現場を出てベーカー街へ帰ろうとするが、通り道の公衆電話が突然鳴り出し、電話先の人物に電話ボックスに横付けされた車へ乗るよう指示される。廃倉庫に連れて行かれたジョンは、謎の男から報酬と引き換えにシャーロックを監視するよう頼まれるが申し出を拒否する。そこへシャーロックからメールが届きジョンは帰ろうとするが、男に自分が戦場を欲していると指摘され内心で動揺する。その後、ジョンはホテルの自室から銃を回収してベーカー街へ帰る。
ジョンがベーカー街へ帰ると、シャーロックはジェニファーのスーツケースを見つけており、見当たらない彼女の携帯を探すため、ジョンに犯人宛のテキストメールを送るよう頼む。その後2人は犯人を誘き出したノーザンバランド通りで張り込みをするが、まんまと逃げられてしまう。その上2人がベーカー街へ戻ってくると、薬物押収と称してレストレードたちによる家宅捜索が行われていた。シャーロックは激怒するが、ジェニファーの残したダイイングメッセージが、彼女の携帯をGPS追跡するためのパスワードになっていることに気付く。追跡の結果、携帯の所在はベーカー街になっており、更に呼んでもいないタクシーがやってくる。シャーロックはタクシーの運転手・ジェフが犯人だと気付き、1人タクシーに乗って犯人と対峙する。
シャーロックはジェフのタクシーで、清掃のため施錠されていなかった専門学校に連れて来られる。ジェフはカプセルが入った瓶を2つ差し出し、シャーロックに瓶を選んでカプセルを飲むよう迫る。2つはそれぞれ毒入りと無害なカプセルで、ジェフは自分のタクシーの乗客に同じような賭けをさせていたのだった。シャーロックは賭けに乗ってカプセルを飲みかけるが、携帯電話のGPS追跡によって居場所を突き止めたジョンが向かいの棟からジェフを狙撃し、すんでの所で思いとどまる。ジェフは、モリアーティが黒幕だとシャーロックに告げて事切れる。
狙撃手の顔を見損ねたシャーロックは、ジョンの通報で駆けつけたレストレードに犯人についての推理を述べるが、途中でジョンの特徴とそっくりだと気付き、言いさして現場を立ち去る。事件現場にはジョンと廃倉庫で会った謎の男がいたが、シャーロックとの会話から、シャーロックの兄マイクロフトであることが分かる。帰途につくジョンとシャーロックを見て、マイクロフトはシャーロックとジョンの監視レベルを上げるよう指示する。

## キャスト

### 本編
シャーロック・ホームズ
演 - ベネディクト・カンバーバッチ、声 - 三上哲
ジョン・ワトスン
演 - マーティン・フリーマン、声 - 森川智之
レストレード警部
演 - ルパート・グレイヴス、声 - 原康義
ハドソン夫人
演 - ユーナ・スタッブス、声 - 谷育子
モリー・フーパー
演 - ルイーズ・ブリーリー、声 - 片岡身江
サリー・ドノヴァン巡査部長
演 - ヴィネット・ロビンソン、声 - 三鴨絵里子
アンダーソン
演 - ジョナサン・アリス、声 - 内田岳志
マイク・スタンフォード
演 - ディヴィッド・ネリスト、声 - 不明
マイクロフト・ホームズ
演 - マーク・ゲイティス、声 - 木村靖司
ジェフ
演 - フィル・デイヴィス、声 - 佐々木睦
アンシア
演 - リサ・マキャリスター、声 - うえだ星子

### オーディオ・コメンタリー
- スー・ヴァーチュー（製作）
- マーク・ゲイティス（製作総指揮、脚本、マイクロフト役）
- スティーヴン・モファット（製作総指揮、脚本）

## スタッフ
- 脚本 - スティーヴン・モファット
- 脚本共同制作者 - マーク・ゲイティス
- 監督 - ポール・マクギガン
- プロデューサー - スー・ヴァーチュー
- 音楽 - デヴィッド・アーノルド、マイケル・プライス（英語版）
- 撮影監督 - スティーヴ・ローズ
- 美術監督 - アーウェル・ウィン・ジョーンズ
- 編集 - チャーリー・フィリップス
- エグゼグティブ・プロデューサー（PBS マスターピース） - レベッカ・イートン
- エグゼグティブ・プロデューサー（BBC） - ベサン・ジョーンズ
- 製作総指揮 - スティーヴン・モファット、マーク・ゲイティス、ベリル・ヴァーチュー

## 原作との対比
原案は『緋色の研究』"A Study in Scarlet"（1887年）である。
冒頭の連続「自殺」事件のシーンで、傘を取りに戻ったきり帰ってこなかった青年の名前は、ジェームズ・フィリモアである。この名前は、『ソア橋』冒頭で「語られざる事件」として示されるが、その顛末はこの青年と同じである。
ジョンが肩を撃たれたのにもかかわらずPTSDで足を引きずっているのは、原典でワトスンが負傷した部位として肩・足の両方が語られているためである。また、ジョンと姉のハリーが疎遠だとシャーロックが推理するシーンは、『四つの署名』冒頭のホームズによる推理と類似している。
ジョンをシャーロックと引き合わせることになるスタンフォードは原典でも登場し、バーツに向かう前に、クライテリオン酒場でワトスンと再会する。ドラマでは2人が飲むコーヒーのカップに、「クライテリオン」との文字が見える。また、シャーロックの初登場シーンで、遺体安置所の死体に鞭を打ってデータを取っているのは、同作でのスタンフォードによるホームズ描写に由来する。ジョンがアフガニスタン帰りだとシャーロックが推理するシーンも、原典に存在する。
シャーロックのブログのタイトル『推理の科学』 (The Science of Deduction) は、原典の章題の一つである。ベーカー街221Bの隣家は「ターナー夫人が大家の下宿」とされているが、これは『ボヘミアの醜聞』で、大家の名前がハドスン夫人ではなく「ターナー夫人」とされていることに由来する。
4人目の被害者の遺体が見つかるブリクストンのローリストン・ガーデンは、原典で最初の遺体が見つかる場所である。"Rache"（ドイツ語で「復讐」の意味）と"Rachel"（レイチェル）のくだりも同作に存在する（ただし、その展開は原典と逆転している）。また、サリーの膝の状態から床磨きをしていたと推理するのは、『赤髪連盟』中のシーンに由来するものである。
廃倉庫のジョンにシャーロックから送られるメールの文面は、『這う男』冒頭での電報文と同様である。ジョンが廃倉庫から帰ってきた時、シャーロックがニコチンパッチを3枚貼っているのは、『赤髪連盟』における「煙草3服分の問題」に相当する。
本作の犯人・ジェフはタクシーの運転手だが、原典の犯人ジェファーソン・ホープも馬車の馭者という設定である。また、ジェファーソン・ホープは大動脈瘤持ちで逮捕の翌日に死亡してしまうが、ジェフも同様に脳動脈瘤持ちで死期が近い設定になっている。毒入りと無害なカプセルを相手に選ばせるトリックも、原典でホープによる復讐の際に使われる。
また、最終シーンで「良い店はドアノブで分かる」とシャーロックが発言するが、これは『株式仲買店員』でホームズが「良い医者は入り口の階段で分かる」と発言したことに由来する。またシャーロックはジョンのスマートフォンからきょうだいの存在を推理するが、原典『四つの署名』では、ホームズがワトスンの懐中時計から兄の存在を推理するシーンがある。

## 制作背景

### パイロット版
共に『ドクター・フー』の脚本に携わっていたスティーヴン・モファットとマーク・ゲイティスは、ホームズ作品のファンとして、舞台を現代に置き換えられるのではないかと話していた。この話に食いついたのがモファットの妻でTVプロデューサーのスー・ヴァーチューである。彼らは作品をBBCウェールズに売り込み、2008年12月19日に、モファット脚本・ギェドロイツ監督の60分作品が放送されることがBBCのプレスリリースで明かされた。
シャーロックをカンバーバッチが演じることは、初期の段階で決定していた。映画『つぐない』を観て彼に惚れ込んだ脚本陣が、彼にオファーを出したことがシーズン1のメイキングで語られている。一方でジョン役のオーディションは難航し、2度のオーディションを経てマーティン・フリーマンに決定した。このオーディションには、後に『ドクター・フー』11代目ドクターとなるマット・スミスも参加していたが、「むしろホームズ向き」という理由で落選している。
パイロット版と放送版にはいくつかの差違がある。マイクロフトは登場せず、モリアーティの名が黒幕として語られることも無い。サリー役は本放送でのヴィネット・ロビンソンではない上、私服刑事ではなく制服警官である。シャーロックとタクシーの運転手・ジェフとの対決は、ベーカー街221Bで行われる。また、モリーは端役に近い扱いだったが、パイロット版でのブリーリーの演技を見た脚本陣が、その後モリーの出番を増やしたという経緯がある。
パイロット版でシャーロックが着ているコートは、元々ゲイティスの私物で、その後カンバーバッチに贈られた。

### 正式シリーズ化
BBCはパイロット版の出来に好感を示し、90分の作品を3本撮るように指示した。これを受けて脚本は一から書き直された。撮影は放送と逆順に行われ、エピソード3『大いなるゲーム』の撮影中も本作の脚本は執筆途中だった。また、フリーマンは時系列を表現するため髪を短くしていったことが、オーディオ・コメンタリーで語られている。
また、コーキー・ギェドロイツが監督を降板し、ポール・マクギガンが監督に就任した。画面上にテロップとしてメールの文面が出る演出は、彼が出したアイデアである。
尺が30分延びたことで、黒幕としてモリアーティの名前を出すことが選択された。またマイクロフトを登場させることになったが、オーディションでは納得のいく役者が見つからず、結局脚本担当のマーク・ゲイティスが演じることになった。原作でのマイクロフトは「でっぷりと太った」人物であるが、ゲイティスの体型とは合致しないため、「体重の増減が激しい」という設定が付けられたとのことである。